# Alexander White (Politiker, 1816)
Alexander White (* 16. Oktober 1816 in Franklin, Tennessee; † 13. Dezember 1893 in Dallas, Texas) war ein US-amerikanischer Rechtsanwalt, Richter und Politiker.

## Werdegang
Alexander White zog 1821 mit seinen Eltern nach Courtland (Alabama). Er besuchte die University of Tennessee in Knoxville. Danach diente er 1836 im Seminolenkrieg. Im nachfolgenden Jahr zog er nach Talladega (Alabama). Er studierte Jura, bekam 1838 seine Zulassung als Anwalt und begann in Talladega zu praktizieren.
White verfolgte auch eine politische Laufbahn. Er wurde als Whig in den 32. US-Kongress gewählt, wo er vom 4. März 1851 bis zum 3. März 1853 tätig war. Dann zog er 1856 nach Selma (Alabama), wo er wieder der Tätigkeit als Anwalt nachging. Ferner nahm er 1865 an der verfassungsgebenden Versammlung von Alabama teil. Er war 1872 Mitglied im Repräsentantenhaus von Alabama. Dann wurde er als Republikaner in den 43. US-Kongress wiedergewählt. Bei seinem Wiederwahlversuch in den 44. US-Kongress erlitt er eine Niederlage. White war im US-Repräsentantenhaus vom 4. März 1873 bis zum 3. März 1875 tätig. Nach Ablauf seiner Amtszeit wurde er zum beisitzenden Richter (Associate justice) am United States Court for the Territory of Utah ernannt, einen Posten, den er nur mehrere Monate lang bekleidete. Danach zog er 1876 nach Dallas in Texas, wo er wieder als Anwalt tätig war. White starb 1893 in Dallas und wurde dort auf dem Greenwood Cemetery beigesetzt. 